# Saint-Cloud
Saint-Cloud es una ciudad del departamento de Altos del Sena, en la región de la Isla de Francia, en Francia. La ciudad está rodeada, por el norte: Suresnes, por el oeste: Rueil-Malmaison y Garches, y por el sur: Sèvres, Ville d'Avray y Marnes-la-Coquette. Su límite oriental está regado por el Sena que lo separa de la ciudad de Boulogne-Billancourt.
Saint-Cloud cuenta con 756 ha de superficie de las cuales 460 están ocupadas por el parque nacional. En 1999, el censo contaba 28 400 habitantes.
La ciudad está dividida en cinco barrios:
- Val d’Or

- Coteaux

- Pasteur-Magenta

- Montretout

El 31 de diciembre de 2004, una comunidad de comunes se estableció en Saint-Cloud, Garches y Vaucresson. Se denomina Cœur de Seine (Corazón del Sena).

## Historia
En el siglo V el monje Clodoaldo, nieto de Clodoveo I e hijo de Clodomiro, rey de Orleans, prefirió la cruz de obispo a la corona del reino de los francos. Clodoaldo decidió alejarse de las querellas del poder entabladas por sus tíos, y se instaló en Novigentum, a orillas del Sena, una aldea de leñadores y pescadores. Se hizo construir un monasterio, del que todavía queda un muro (Plaza del Monasterio). Tras su muerte, ocurrida en 560, los milagros se sucedieron alrededor de su tumba y fue canonizado durante el siglo VII. La ciudad tomó entonces el nombre de Sanctus Clodoaldus, convertido hoy en Saint-Cloud. Las concentraciones a causa de los peregrinajes están en el origen de la actual fiesta de Saint-Cloud (una fiesta foránea).
En 1589, Enrique III, se instaló en el castillo edificado en Saint-Cloud por Jérôme de Gondi con la intención de asediar París ayudado por los Ligueurs; fue asesinado por el monje Jacques Clément. Enrique IV fue proclamado rey.
En las cercanías de Saint-Cloud, el Palacio de Saint-Cloud y su parque, creados a partir de 1658 por el duque de Orleans, hermano de Luis XIV, jugaron un importante cometido en la historia de Francia en el siglo XIX. 
Luis XVI lo adquirió en 1785 para regalárselo a María Antonieta. 
Napoleón Bonaparte dio su golpe de Estado el 18 brumario, año VIII (9 de noviembre de 1799) y convirtió el palacio en su residencia favorita. Napoleón III fue proclamado emperador el 1 de diciembre de 1852.
El palacio fue incendiado accidentalmente por un obús francés el 13 de octubre de 1870, durante el transcurso de la guerra franco-prusiana.
El 31 de mayo de 1868 en Saint-Cloud tuvo lugar el comienzo de la primera vuelta ciclista a Francia.

## Demografía
| 2 042 | 1 660 | 2 360 | 1 953 | 3 417 | 2 316 | 3 457 | 3 828 | 4 405 | 5 611 | 5 248 | 8 956 | 4 862 | 4 126 | 5 380 | 5 660 | 6 374 | 7 195 | 8 354 | 9 725 | 11 921 | 13 519 | 16 341 | 16 597 | 17 614 | 20 671 | 26 472 | 28 158 | 28 139 | 28 561 | 28 597 | 28 157 | 29 542 |
| Para los censos de 1962 a 1999 la población legal corresponde a la población sin duplicidades (Fuente: INSEE [Consultar]) |       |       |       |       |       |       |       |       |       |       |       |       |       |       |       |       |       |       |       |        |        |        |        |        |        |        |        |        |        |        |        |        |

## Monumentos
- Parque nacional de Saint-Cloud, en el que se halla el palacio, residencia de reposo de numerosos soberanos franceses. Los jardines a la francesa, diseñados por André Le Nôtre, aún se conservan. La superficie es de 460 hectáreas (más de la mitad de la superficie de la ciudad).

En este parque se encontraba el Château de Saint-Cloud, residencia de los Reyes de Francia.
- Parque de Tourneroches. Fue propiedad privada hasta el siglo XX en que se donó al pueblo de Saint-Cloud. Hasta su demolición, allí estuvo enclavado el lujoso palacio de Castel Gamio, propiedad de la adinerada familia Goyeneche, de España.

- Museo de las Avelinas

- Iglesias: Sain-Cloud (Centro), Stella Matutina, Notre-Dame des Airs, San José Artesano, y la antigua capilla del hospital, financiada por María Antonieta.

- Pabellón de Breteuil, Despacho Internacional de Pesos y Medidas (BIPM) que conserva el metro patrón que se utilizó, durante un tiempo, para la definición del metro.

- Hipódromo

## Eventos
- Festival de Rock en Seine

La décima edición del festival de rock tuvo lugar en el parque de Saint-Cloud el 17 y 28 de agosto de 2004.
Se reunieron grupos de rock tan prestigiosos como: el dúo explosivo de los Whithe Stripes, el combo mítico Sonic Youth, el trío de moda Muse, así como: Morcheeba y Massive Anak. La música electrónica fue interpretada por Chemical Brothers. El grupo de rock psicodélico Archive dio un concierto que todavía permanece en la memoria de los festivaleros.
La tercera edición del festival se celebró el 24 y 25 de agosto de 2005.
A él acudieron entre otros: los canadienses de Arcade Fire y los escoceses de Franz Ferdinand, el público acudió en masa para asistir al concierto de los míticos Pixies (reformados en 2004). La parte electrónica corrió a cargo de la techno rok de Vitàlic que entusiasmó incluso a los más escépticos del concierto anterior. Los admiradores del rock más brutal disfrutaron con el concierto de los Foo Fighters, saludados, unánimemente, como los mejores, los Queens of the Stone Age.

## Personajes célebres
- Enrique III, rey de Francia, asesinado en 1589
- Felipe de Francia (1640-1701) (Monsieur), (hermano de Luis XIV), vivió en su palacio de Saint-Cloud a partir de 1658 y murió en 1701, y su hijo Felipe de Orleans (el Regente) nació en 1674
- Annick Gendron, pintora francesa
- Antoine Laurent Dantan, escultor nacido en la localidad en 1798
- Charles Gounod, compositor francés (París, 1818-Saint-Cloud, 1893)
- Emile Berrearen, poeta francés (Saint-Amand) 1855 – Ruan, 1916)
- Alberto Santos-Dumond, pionero de la aviación, 1873
- Maurice Ravel, compositor francés, (Ciboure, 1875-París, 1937)
- Edvard Munch, pintor noruego que residió durante una temporada
- Florent Schmitt, compositor francés, vivió en Saint-Cloud
- Juan Mariano de Goyeneche, conde de Guaqui (grande de España), político y diplomático peruano. Vivió en su palacio de Castel Gamio (actual Parque de Tourneroches).
- Jean-Pierre Blanc, realizador francés, muerto el 21 de mayo de 2004
- Jean-Marie Le Pen, instaló aquí su residencia y la sede de su partido, el Front National.
- Lino Ventura, actor italo-francés, fijó su residencia en Saint-Cloud, donde falleció el 22 de octubre de 1987

## Hospital
- Hospital René-Huguenin

## Ligadas a la ciudad
- René Alexandre
- Charles Henry de La Barre-Duparcq